# Spiranthes romanzoffiana
Spiranthes romanzoffiana är en orkidéart som beskrevs av Adelbert von Chamisso. Spiranthes romanzoffiana ingår i släktet skruvaxsläktet, och familjen orkidéer. Inga underarter finns listade i Catalogue of Life.

## Bildgalleri

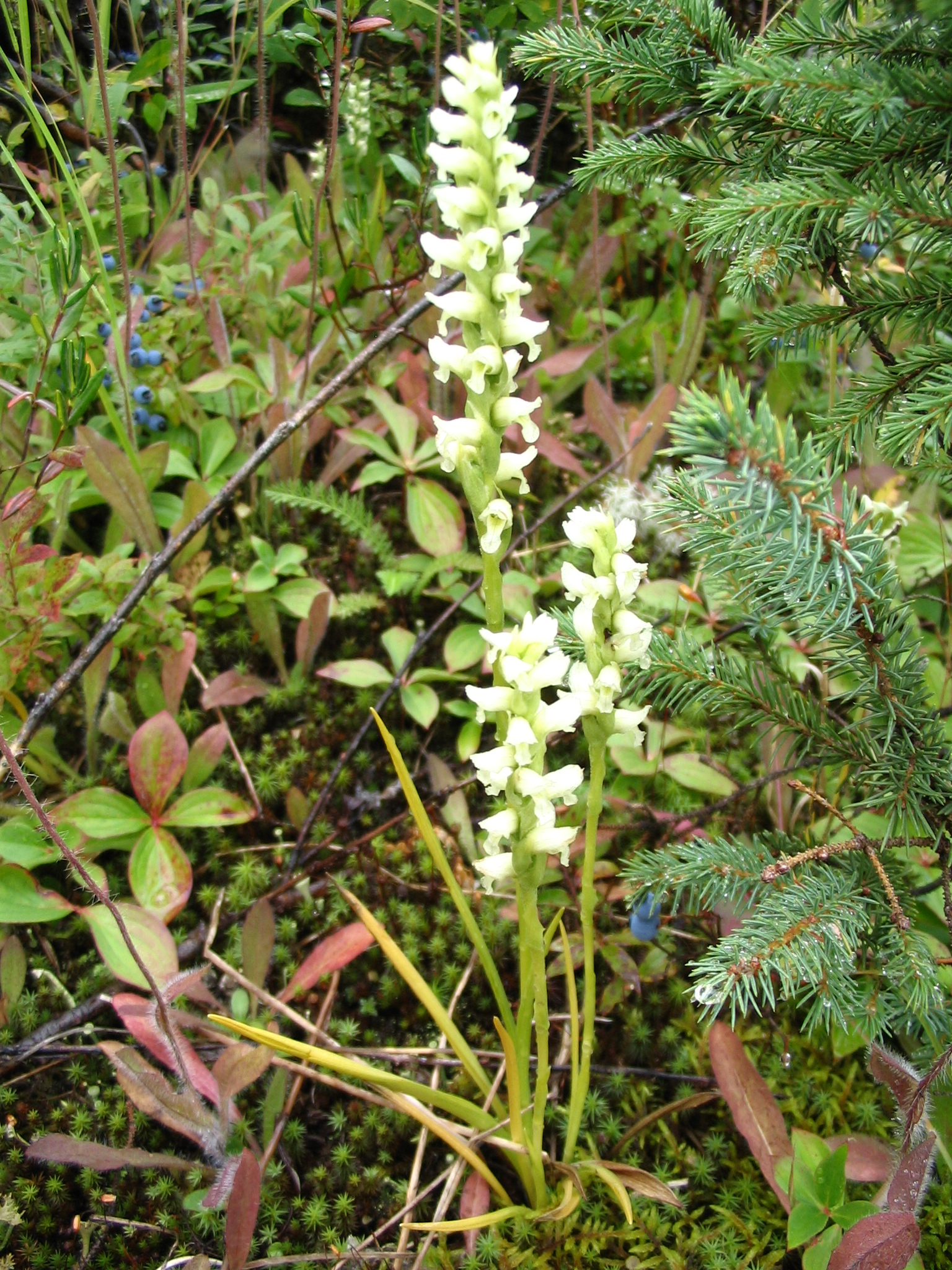
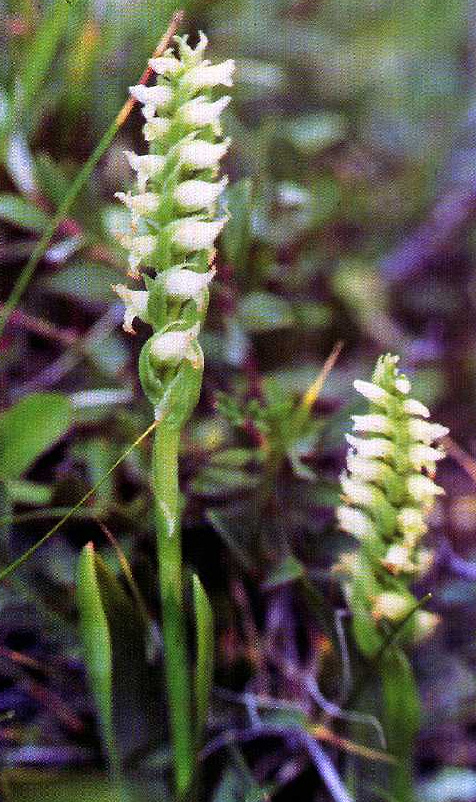
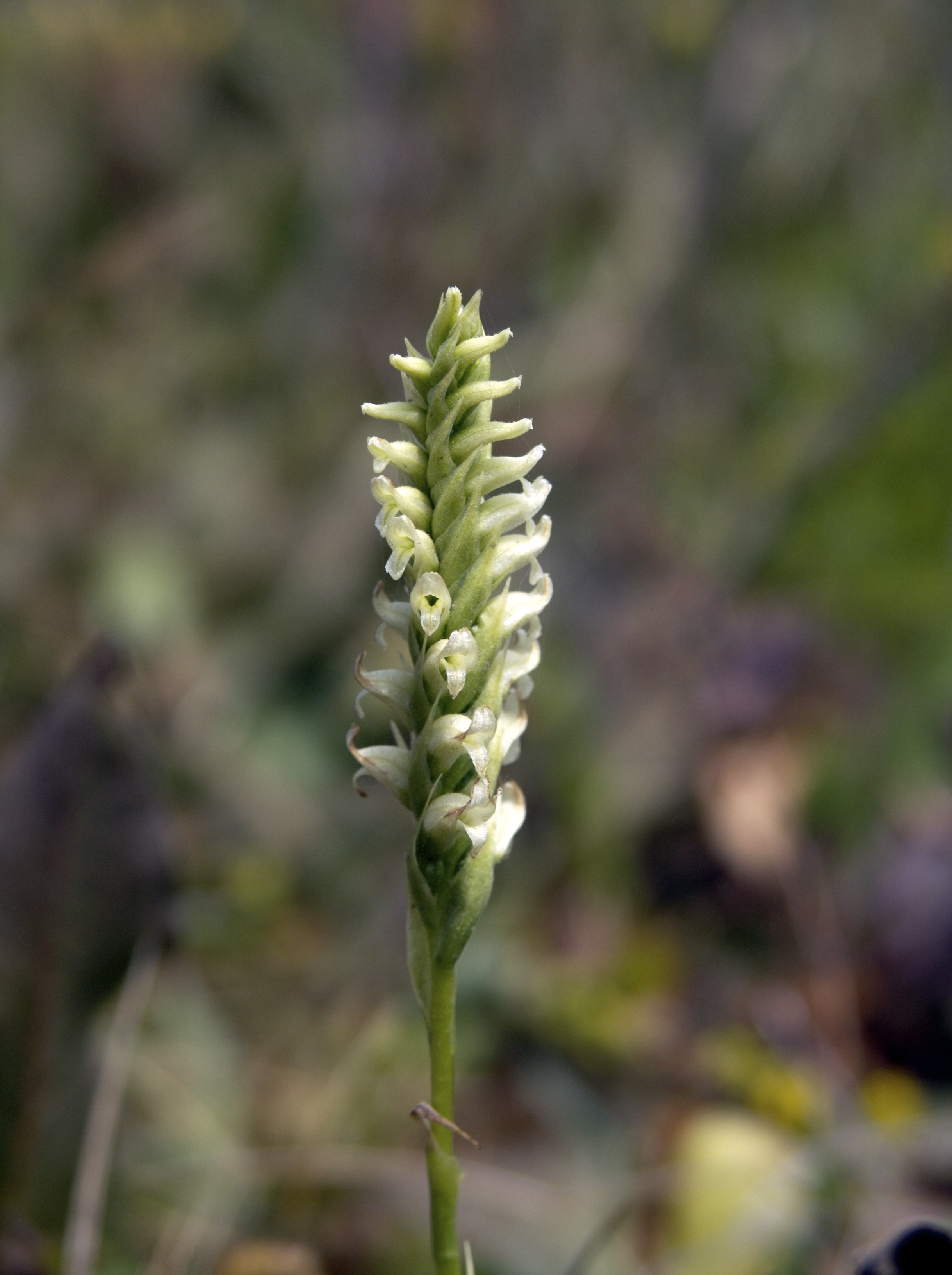
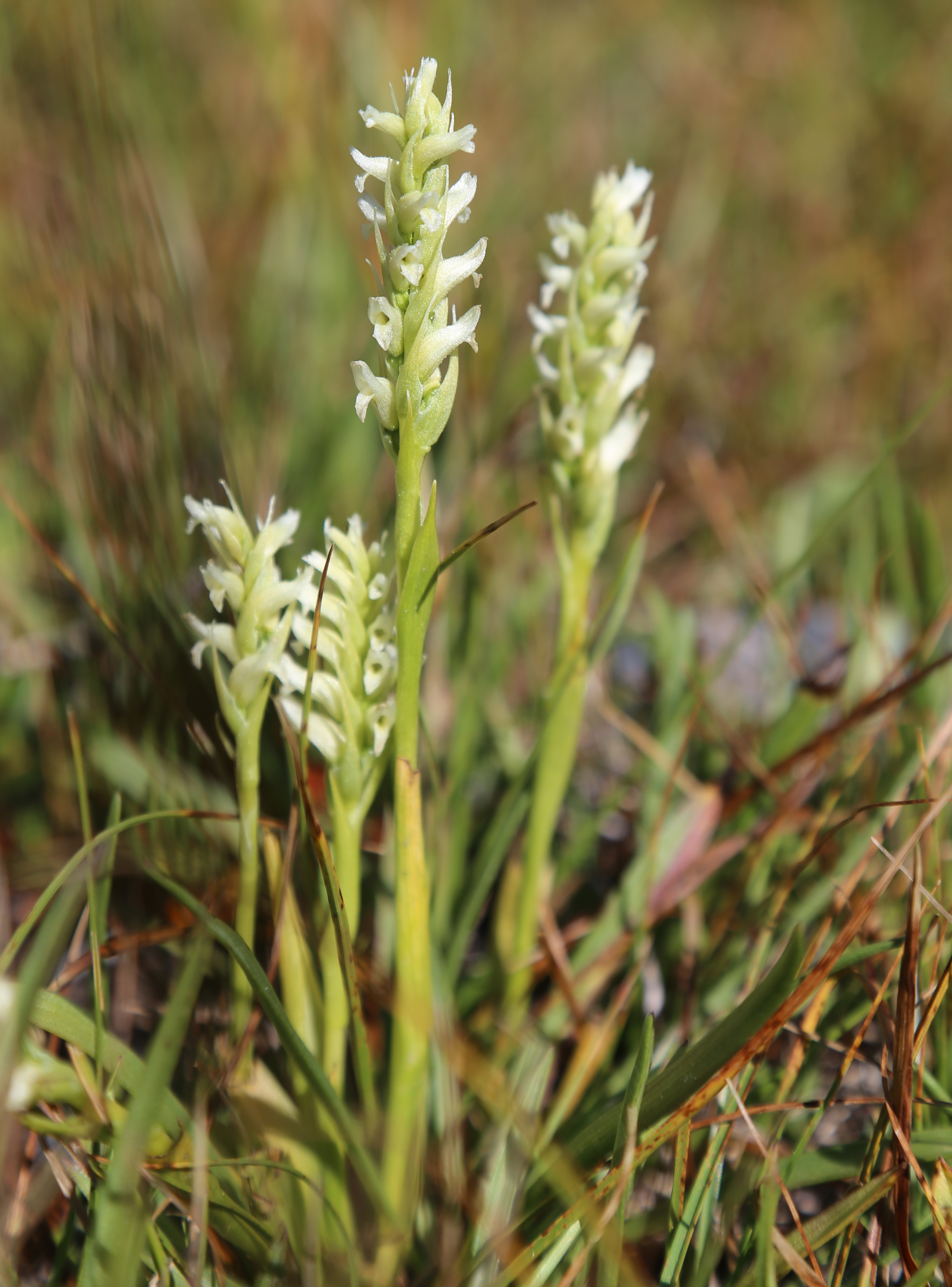
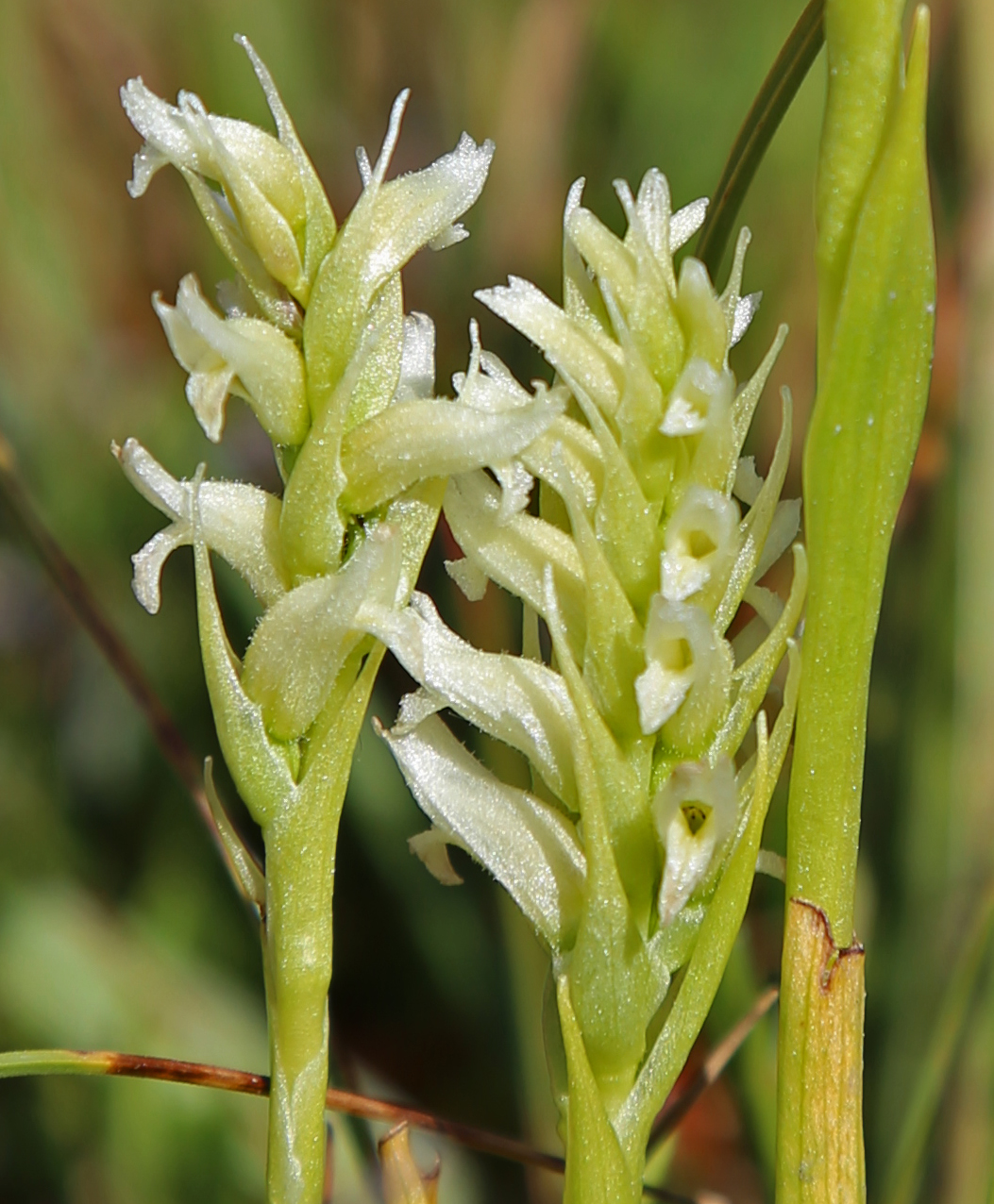
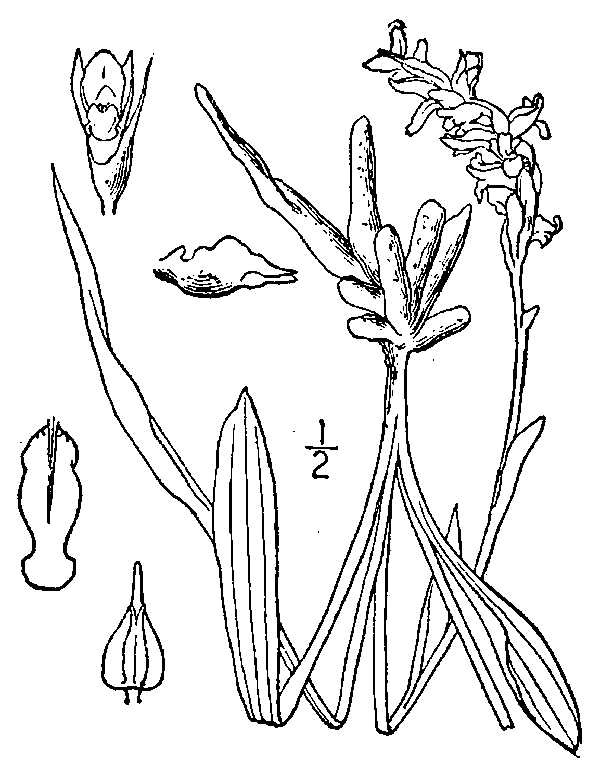